# Fayçal Fajr
Fayçal Fajr (ur. 1 sierpnia 1988 w Rouen) – marokański piłkarz występujący na pozycji pomocnika w Getafe CF.